# A State of Trance 2013
A State of Trance 2013 é a décima coletânia da série A State of Trance mixado e compilado pelo DJ neerlandês Armin van Buuren. Foi lançada em 14 de Fevereiro via Armada Music.
A primeira faixa da coletânea, "Nehalennia", de Armin van Buuren versus Arty, foi lançada como single em 11 de Fevereiro de 2013.
O segundo single a ser lançado é "D# Fat", outra faixa de Armin van Buuren com a colaboração de W&W, que foi lançado em 25 de Fevereiro de 2013.

## Faixas
| Disco um (On the beach) |                                                   |                                                     |         |  |
| N.º                     | Título                                            | Artista                                             | Duração |  |
| 1.                      | "Nehalennia"                                      | Armin van Buuren vs Arty                            | 4:05    |  |
| 2.                      | "The Light"                                       | Omnia                                               | 2:57    |  |
| 3.                      | "Skylarking"                                      | BT                                                  | 3:26    |  |
| 4.                      | "We Are"                                          | Hazem Beltagui & Allan V.                           | 3:34    |  |
| 5.                      | "Lullaby Lonely" (Progressive Mix Edit)           | Denis Kenzo feat. Sveta B.                          | 3:35    |  |
| 6.                      | "Made For You"                                    | The Blizzard & Daniel van Sand feat. Julie Thompson | 3:54    |  |
| 7.                      | "Dream State"                                     | Two&One & Sarah Russell                             | 3:37    |  |
| 8.                      | "Speed of Sound"                                  | Aly & Fila feat. Tricia McTeague                    | 3:56    |  |
| 9.                      | "Shelter Me"                                      | Dart Rayne & Yura Moonlight & Cate Kanell           | 3:56    |  |
| 10.                     | "Lights"                                          | Myon & Shane 54 com Aruna                           | 3:17    |  |
| 11.                     | "Teardrops"                                       | Super8 & Tab                                        | 3:12    |  |
| 12.                     | "Jalón"                                           | VillaNaranjos                                       | 3:37    |  |
| 13.                     | "Eterna"                                          | Matt Bukovski                                       | 4:10    |  |
| 14.                     | "Waiting For The Night" (Beat Service Remix Edit) | Armin van Buuren feat. Fiora                        | 3:48    |  |
| 15.                     | "Laguna"                                          | Protoculture                                        | 3:12    |  |
| 16.                     | "Jewel" (Pure Radio Edit)                         | Solarstone & Clare Stagg                            |         |  |
| Duração total:          | Duração total:                                    | Duração total:                                      | 57:53   |  |

| Disco dois (In the club) |                                                 |                                                |         |  |
| N.º                      | Título                                          | Artista                                        | Duração |  |
| 1.                       | "Lost Language" (Intro Mix Edit)                | Alexander Popov                                | 4:32    |  |
| 2.                       | "D# Fat"                                        | Armin van Buuren vs W&W                        | 3:15    |  |
| 3.                       | "The Expedition" (A State of Trance 600 Anthem) | Armin van Buuren vs Markus Schulz              | 2:48    |  |
| 4.                       | "Dancing Sea" (AYDA Radio Edit)                 | Ana Criado & Adrian&Raz                        | 4:16    |  |
| 5.                       | "New York City"                                 | Alex M.O.R.P.H.                                | 3:00    |  |
| 6.                       | "Caesar"                                        | AYDA                                           | 5:18    |  |
| 7.                       | "Breathe"                                       | John O'Callaghan & Full Tilt feat. Karen Kelly | 3:39    |  |
| 8.                       | "Humming The Lights"                            | Armin van Buuren presents Gaia                 | 3:34    |  |
| 9.                       | "Elements of Nature"                            | Rank 1 vs M.I.K.E.                             | 3:54    |  |
| 10.                      | "Musa"                                          | Andrew Rayel                                   | 3:22    |  |
| 11.                      | "Grotesque"                                     | RAM & Alex M.O.R.P.H.                          | 3:36    |  |
| 12.                      | "Superfly"                                      | Jorn van Deynhoven                             | 3:23    |  |
| 13.                      | "BOOM"                                          | MaRLo                                          | 3:22    |  |
| 14.                      | "The Killing" (Armin van Buuren Radio Edit)     | Frans Bak                                      | 2:54    |  |
| 15.                      | "Game Over"                                     | Heatbeat                                       | 4:01    |  |
| 16.                      | "Gunsmoke"                                      | Bjorn Akesson                                  | 3:25    |  |
| 17.                      | "What It's Like" (Sneijder Radio Edit)          | Andain                                         | 3:22    |  |
| Duração total:           | Duração total:                                  | Duração total:                                 | 1:01:41 |  |